# Myrmeleon (Myrmeleon) mexicanus
Myrmeleon (Myrmeleon) mexicanus is een insect uit de familie van de mierenleeuwen (Myrmeleontidae), die tot de orde netvleugeligen (Neuroptera) behoort. 
Myrmeleon (Myrmeleon) mexicanus is voor het eerst wetenschappelijk beschreven door Banks in 1903.